# آتاولفو سانچز
آتاولفو سانچز (انگلیسی: Ataúlfo Sánchez; ۱۶ مارس ۱۹۳۴ – ۳ فوریهٔ ۲۰۱۵) بازیکن فوتبال اهل آرژانتین بود.
از باشگاه‌هایی که در آن بازی کرده‌است می‌توان به باشگاه فوتبال آمریکا و باشگاه فوتبال راسینگ کلوب آویاندا اشاره کرد.